# Glumovs dagbog
Glumovs dagbog (russisk: Дневник Глумова, Dnevnik Glumova) er en kort sovjetisk stumfilm fra 1923. Det er den første film som Sergej Eisenstein instruerede. Den anses at være en del af teaterproduktionen af Aleksandr Ostrovskijs komedie fra 1868 "На всякого мудреца довольно простоты" (~ En vis mand er også enkel), og det markerer Eisensteins overgang fra teaterinstruktør til filminstruktør.

## Handling
Filmen er i tre dele, som indgår i teaterstykket. Åbningssekvensen starter med et skud af Eisenstein, der fjerner sin kasket og bukker foran plakaten, der annoncerer skuespillet, efterfulgt af et skud af Grigorij Aleksandrov som Glumov, foran den samme plakat, og herefter billeder af filmens hovedpersoner, der laver komiske ansigter. Det er blevet hævdet, at dette kunne have været tiltænkt filmens slutning.
I filmens anden del bliver Glumovs dagbog stjålet. Det forbindes til skuespillet, idet skuespilleren løber ud af scenen for igen at dukke op på lærredet, hvor han klatrer op ad en bygningsfacade og op til taget, hvor han bliver samlet op af et fly. Til sidst springer han ud af flyet og falder ned i en bil, der bringer ham tilbage til teatrets indgang. I slutningen af denne sekvens kommer skuespilleren tilbage på scenen med en filmrulle i hånden. Den tredje sekvens viser metaforisk indholdet af Glumovs dagbog ved hjælp af adskillige stop motion-klipninger. Det ender med Glumovs og Masjenkas bryllup, hvor Glumov besvarer de andre hovedpersoners anmodninger om penge med et fornærmende håndtegn.

## Produktion og udgivelse
Glumovs dagbog blev produceret som en del af teateropsætningen af Aleksandr Ostrovskijs komedie fra 1868 "На всякого мудреца довольно простоты" (~ En vis mand er også enkel), som Eisenstein satte op i 1923 for teateret Proletkult. Proletkult blev etableret året efter dannelsen af Sovjetunionen i en revolutionær kontekst og havde til formål at skabe en ny passende kunstnerisk æstetik for arbejderklassen. Eisenstein bearbejdede derfor i væsentlig grad Ostrovskijs skuespil, som han omdøbte til Мудрец (~ Den vise mand). Han flyttede handlingen til datidens russiske emigrantkredse i Paris, gav karaktererne nye navne og anlagde en parodisk stil inspireret af cirkus og Commedia dell'arte.
Eisensteins havde i begyndelsen af 1923 bedt om tilladelse til at indspille filmen, og han modtog fra Goskinos direktør Boris Mikhin den nødvendige råfilm og Mikhin tilknyttede Dziga Vertov som konsulent på projektet. Filmen blev optaget i april 1923 omkring Proletkults teaterbygning (Osobnjak Arsenija Morozov) i Moskva et par dage før stykkets premiere og blev vist under opførelsen af teaterstykket.
Filmen blev medtaget i Dziga Vertovs ugerevy Kino-Pravda og udgivet den 21. maj 1923 under titlen Proletkultens forårssmil (Vesennie ulybki Proletkulta).

## Restaurering
Filmen var i mange år anset som tabt, men i 1977 fandt man i arkiver i Krasnogorsk Kino-Pravdas ugerevy med filmens indhold. Filmen er herefter blevet restaureret og genudgivt på DVD. Det er omtvistet om den restaurerede udgave af filmen viser den samme rækkefølge af sekvenser som eisensteins originale værk.

## Medvirkende
- Grigorij Aleksandrov som Glumov/Golutvin
- Aleksandr Antonov som Joffre
- Sergej Eisenstein som sig selv
- Mikhail Gomorov som Turusina
- Vera Muzykant som Masjenka/Mary McLack
- Ivan Pyryev som klovn
- Maksim Shtraukh som Milyukov-Mamaev
- Vera janukova som Mamaeva